# Capra nubiana
Pour les autres espèces de bouquetins, voir Bouquetin.
Bouquetin de Nubie
Espèce
Statut de conservation UICN

 VU C1+2a(i) : Vulnérable
Le Bouquetin de Nubie (Capra nubiana) est une espèces de mammifère de la famille des Bovidés, de la sous-famille des Caprinés. Il habite les déserts, dans les régions montagneuses du Maghreb et du Moyen-Orient. Il se trouve à l'état sauvage dans les régions frontalières des pays suivants : Égypte, Éthiopie, Algérie, Israël, Jordanie, Liban, Oman, Arabie saoudite, Soudan, Syrie, Yémen.

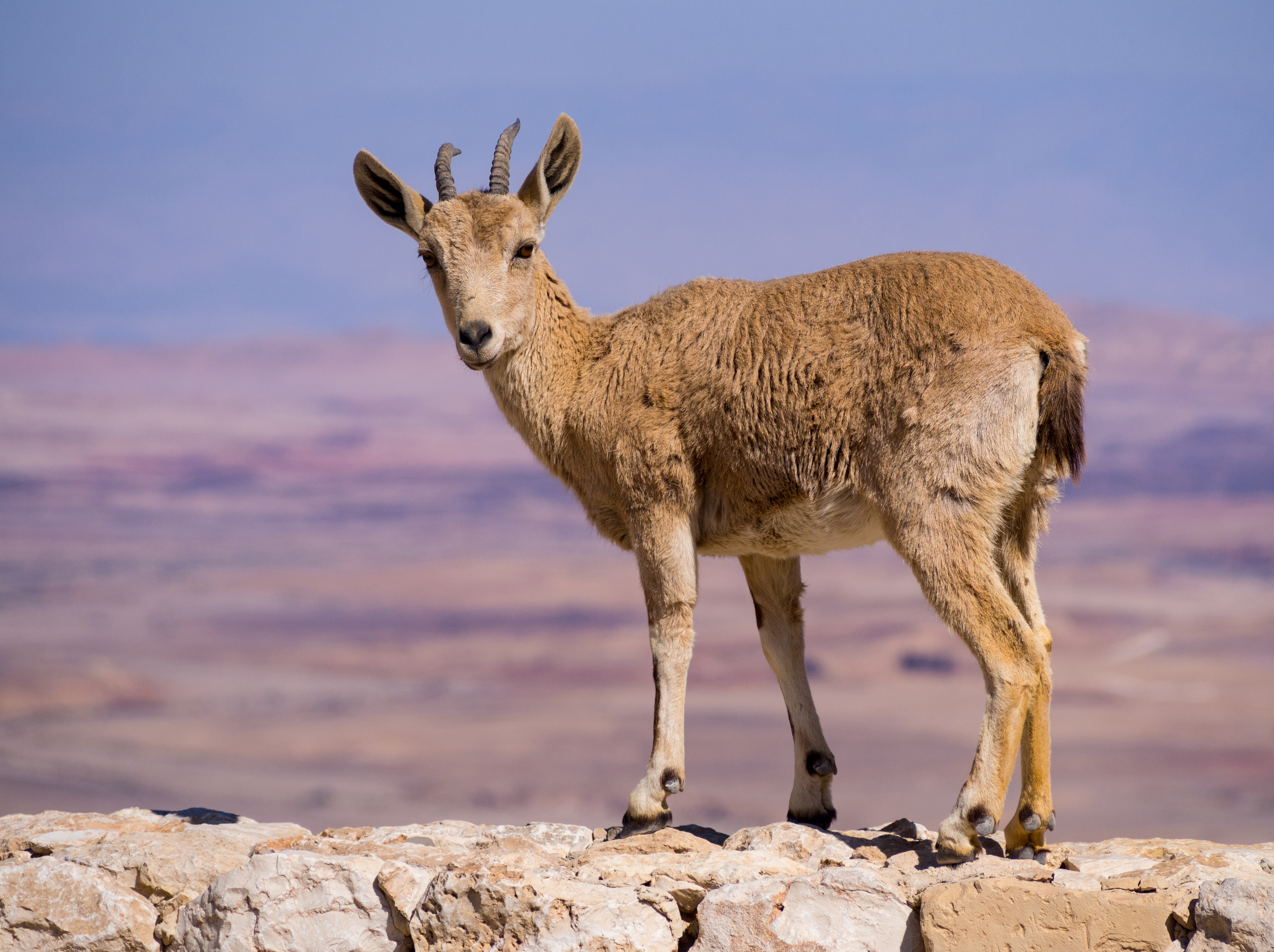
Un jeune sur un mur à Makhtesh Ramon.
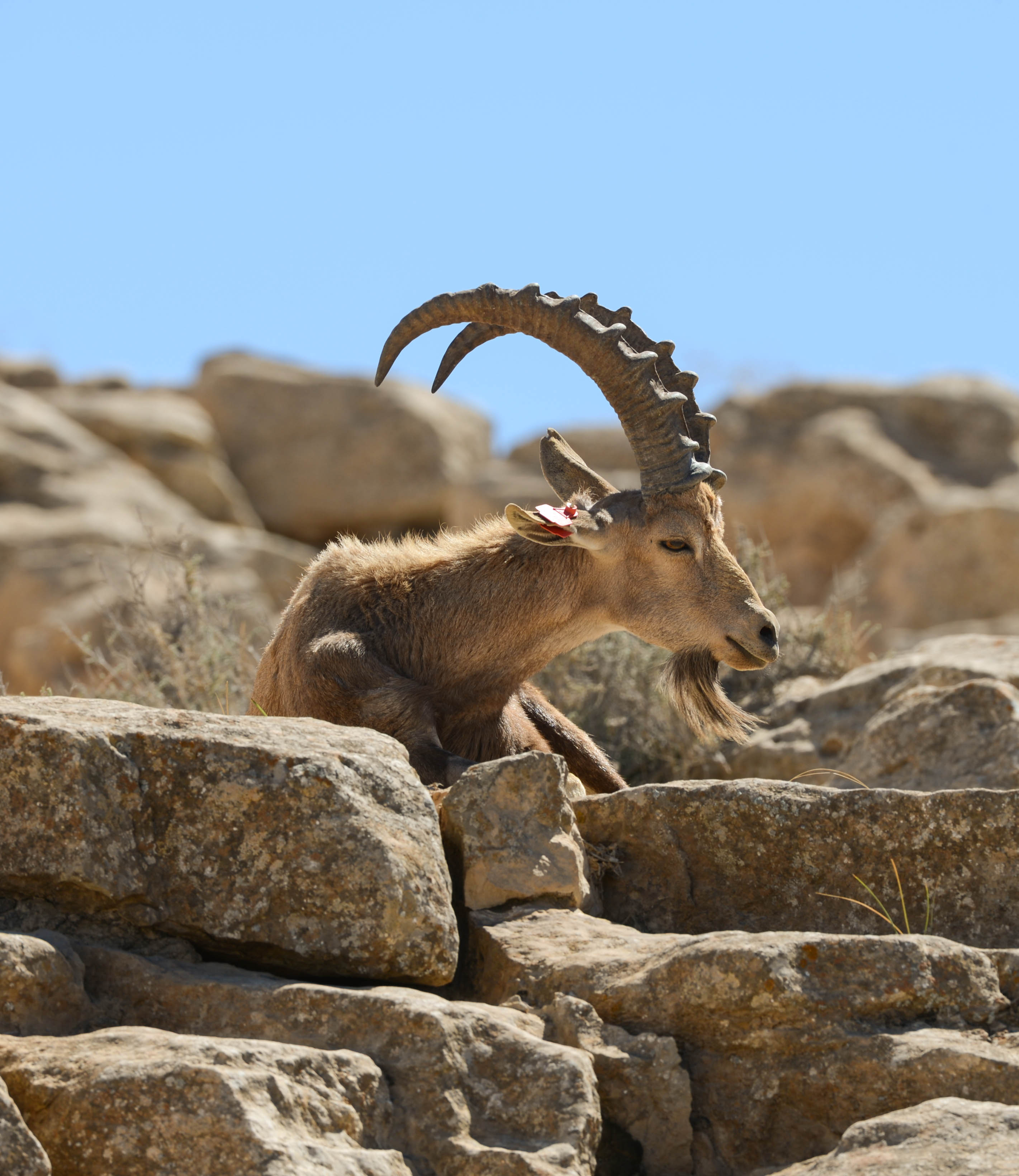
Un bouquetin de Nubie, également auprès de Makhtesh Ramon.
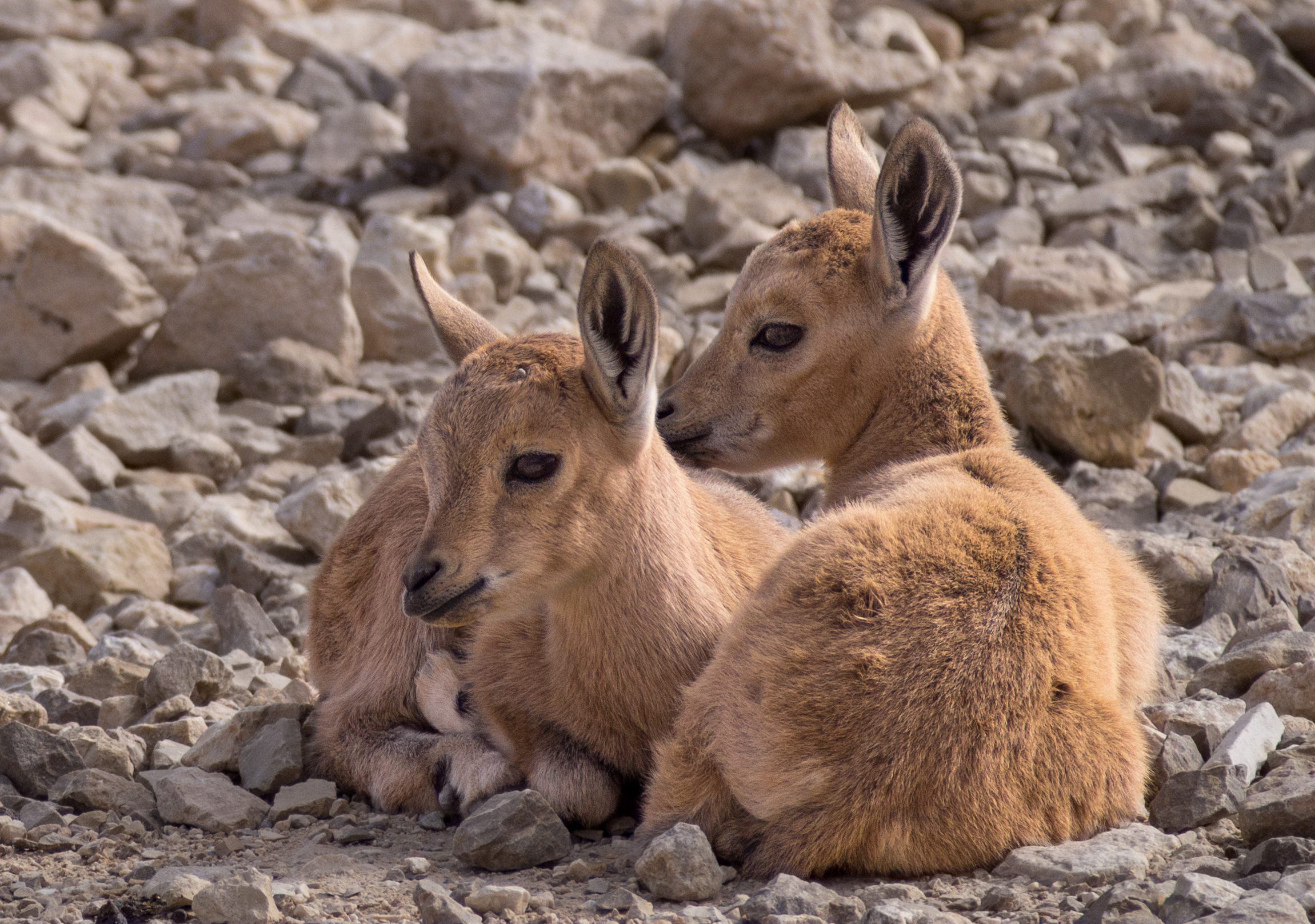
Jeunes bouquetins de Nubie à Mitzpe Ramon, Israël. Mars 2017.